# Episcopia de Cetatea Albă și Ismail
Episcopia de Cetatea Albă și Ismail a fost o eparhie care a aparținut de Patriarhia Română, înființată după ridicarea Arhiepiscopiei Chișinăului la rangul de Mitropolie, fapt care a atras după sine necesitatea creării unor eparhii sufragane acesteia. Episcopia Basarabiei de Sud este succesoarea de drept a Episcopiei de Cetatea Albă și Ismail.

## Episcopi
Ierarhii din fruntea episcopii de Akkerman, Vicarii al Eparhiei de Chișinău, au fost
- Petru Troițchi (29 mai 1869 - 10 octombrie 1873)
- Augustin Guleanițchi (16 octombrie 1882 - 30 septembrie 1887)
- Arcadie Filonov (30 septembrie 1887 - 12 octombrie 1907)
- Nikodim Krotkov (11 noiembrie 1907 - 16 noiembrie 1911)
- Gavriil Cepur (22 noiembrie 1911 - septembrie/octombrie 1918)

Ierarhii din fruntea episcopii de Cetatea Albă și Ismail au fost:
- Nectarie Cotlarciuc (29 martie 1923-7 noiembrie 1924)
- Iustinian Teculescu (17 decembrie 1924 - 16 iulie 1932)
- Dionisie Erhan (20 octombrie 1933-1 septembrie 1941)
- Policarp Morușca (1 septembrie - ianuarie 1944)
- Antim Nica (23 ianuarie - vara 1944)

Ierarhii din fruntea episcopii de Belgorod-Dnestrovskii, Vicarii al Eparhiei de Odesa, au fost
- Serghie Petrov (13 martie 1960 - 16 martie 1961)
- Antonie Melnikov (31 mai 1964 - 25 mai 1965)
- Alexie Groha (19 august 2006 - 20 decembrie 2012)